# Лусаилский университет
Лусаилский университет (араб. جامعة لوسيل‎) — частный университет в Лусаиле, Катар. Это первый национальный частный университет в Катаре.

## История
Лусаилский университет был официально открыт 29 апреля 2020 года. Бывший генеральный прокурор Катара Али бин Фетаис Аль-Марри является председателем попечительского совета университета.
В октябре 2020 года Лусаилский университет подписал меморандум о взаимопонимании с Катарским университетом для дальнейшего сотрудничества в академических, научных и организационных проектах. В ноябре 2020 года в Лусаилском университете состоялось мероприятие, на котором выступил президент Туниса Каис Саид. В декабре 2020 года Лусаилский университет подписал соглашение с Qatar Charity (QC) о сотрудничестве в области исследований, образования и обучения для удовлетворения гуманитарных потребностей.
В 2021 году правительство Турции направило делегацию турецких студентов в Лусаилский университет с обеспечением стипендии, для обучения арабскому языку и укрепления отношений между Катаром и Турцией. В июне 2021 года Катарский фонд развития (QFFD) также подписал соглашение о покрытии расходов на обучение для определённого числа иностранных студентов, обучающихся в Лусаилском университете в качестве студентов бакалавриата.

## Академическая деятельность
Лусаилский университет состоит из трёх колледжей: юридического; педагогики и искусств; колледжа бизнеса и коммерции. Юридический колледж предлагает такие программы, как публичное право и частное право. Колледж педагогики и искусств предлагает программы бакалавриата по французскому или английскому языку. Колледж коммерции и бизнеса предлагает программы бакалавриата в области делового администрирования и методов маркетинга и распределения. Большинство занятий проводится на арабском языке, но некоторые преподаются на английском и французском языках.
Лусаилский университет предлагает определённые программы и курсы, такие как английская и французская литература, в сотрудничестве с Университетом Хасана II в Касабланке, Марокко, Иорданским университетом, Университетом Сассекса в Соединённом Королевстве и Университетом Сорбонны во Франции.
Лусаилский университет аккредитован Министерством высшего образования Катара.

## Приём студентов
Политика приема в Лусаилский университет требует, чтобы учащиеся набрали 65 % или выше в средней школе или её эквиваленте и сдали тесты по английскому языку для поступления на программы английского языка. Если у студента средний балл ниже 65 %, но не ниже 50 %, он также может сдать вступительный тест для поступления в вуз.
Лусаилский университет также предлагает гранты старшеклассникам, преуспевшим в учёбе или спорте в средней школе, студентам, преуспевшим в бизнесе, а также студентам с особыми потребностями.